# Dvorska vas (gmina Radovljica)
Dvorska vas – wieś w Słowenii, w gminie Radovljica. W 2018 roku liczyła 173 mieszkańców.